# Amore tossico
Amore tossico és una pel·lícula dramàtica italiana de 1983 dirigida per Claudio Caligari. La pel·lícula representa un retrat realista i gràfic de l'addicció a l'heroïna que va afectar molts joves vagabunds als anys vuitanta. El repartiment estava format íntegrament per actors amateurs, dels quals la majoria eren o havien estat drogodependents.
La pel·lícula es va estrenar a la 40a Mostra Internacional de Cinema de Venècia, on va guanyar el premi De Sica. També es va projectar al Festival Internacional de Cinema de Sant Sebastià 1983, on Michela Mioni va ser guardonada com a millor actriu.

## Argument
Cesare, Enzo i Ciopper són un grup d'heroïnòmans que tenen com a principal ocupació trobar diners per a la seva solució diària. En Cesare espera que la seva xicota, la Michela, els ajudi, però ella ja ha comprat la droga pel seu compte a Teresa, una prostituta a Ostia, i els dos tenen una discussió. Cesare, Ciopper i Enzo finalment aconsegueixen marcar un camell local, sobrenomenat Dartagnan. Quan Michela prova l'heroïna de Teresa i descobreix que l'han estafat, intenta convèncer a Cesare perquè li torni els diners. Cesare accepta de mala gana enfrontar-se a la Teresa, però el seu proxeneta intervé i la protegeix. L'endemà, Michela, Cesare, Ciopper i Enzo prenen el tren cap a Roma, per anar a una clínica de metadona. Aquí coneixen un grup d'amics, entre els quals la Donna, una travesti, el seu xicot Débora, i Massimo, un company heroïnòman que acaba de sortir de la presó. Massimo parla en Cesare de la idea de robar una botiga local, però els resultats són pobres, i Cesare deixa que Massimo s'emporti tots els diners perquè pugui comprar. Mentrestant, l'Enzo coneix un camell local, en Mario, que busca una noia jove addicta a l'heroïna amb la qual està enamorat, anomenada Loredana. Aprofitant la vulnerabilitat temporal d'en Mario, l'Enzo aconsegueix aconseguir quatre dosis d'heroïna amb la promesa de vendre-les i donar-li els beneficis a Mario, però finalment se les punxa totes. L'endemà el grup fa una visita a Patrizia, una artista local que està disposada a compartir el seu material, i tots es droguen al seu estudi. Durant la nit, Cesare i Michela se separen del grup i tornen a Ostia. Insatisfets amb la seva vida, parlen del seu futur i es posen d'acord en deixar la seva addicció. Per celebrar-ho, es punxa per última vegada, aquesta vegada cocaïna, però la Michela fa una sobredosi inesperada. Cesare la porta a l'hospital i, consumit per la culpa i l'ansietat, torna a la platja i es xuta la resta de les seves drogues abans de tornar corrents frenèticament a la sala d'urgències on un metge intenta salvar la Michela. Un cotxe de policia el veu i li demana que s'aturi, però com que es nega, li disparan. La pel·lícula acaba amb una sèrie de flashbacks de l'iniciació a les drogues d'Enzo, Michela i Cesare quan eren adolescents.

## Repartiment
- Cesare Ferretti com Cesare
- Michela Mioni com a Michela
- Enzo Di Benedetto com a Enzo
- Roberto Stani com a Roberto, també conegut com a Ciopper
- Loredana Ferrara com a Loredana
- Fernando Arcangeli com a Débora
- Gianni Schettino com a Donna
- Mario Afeltra com a Mariuccio
- Clara Memoria com a Teresa
- Patrizia Vicinelli com a Patrizia